# 热带雨林

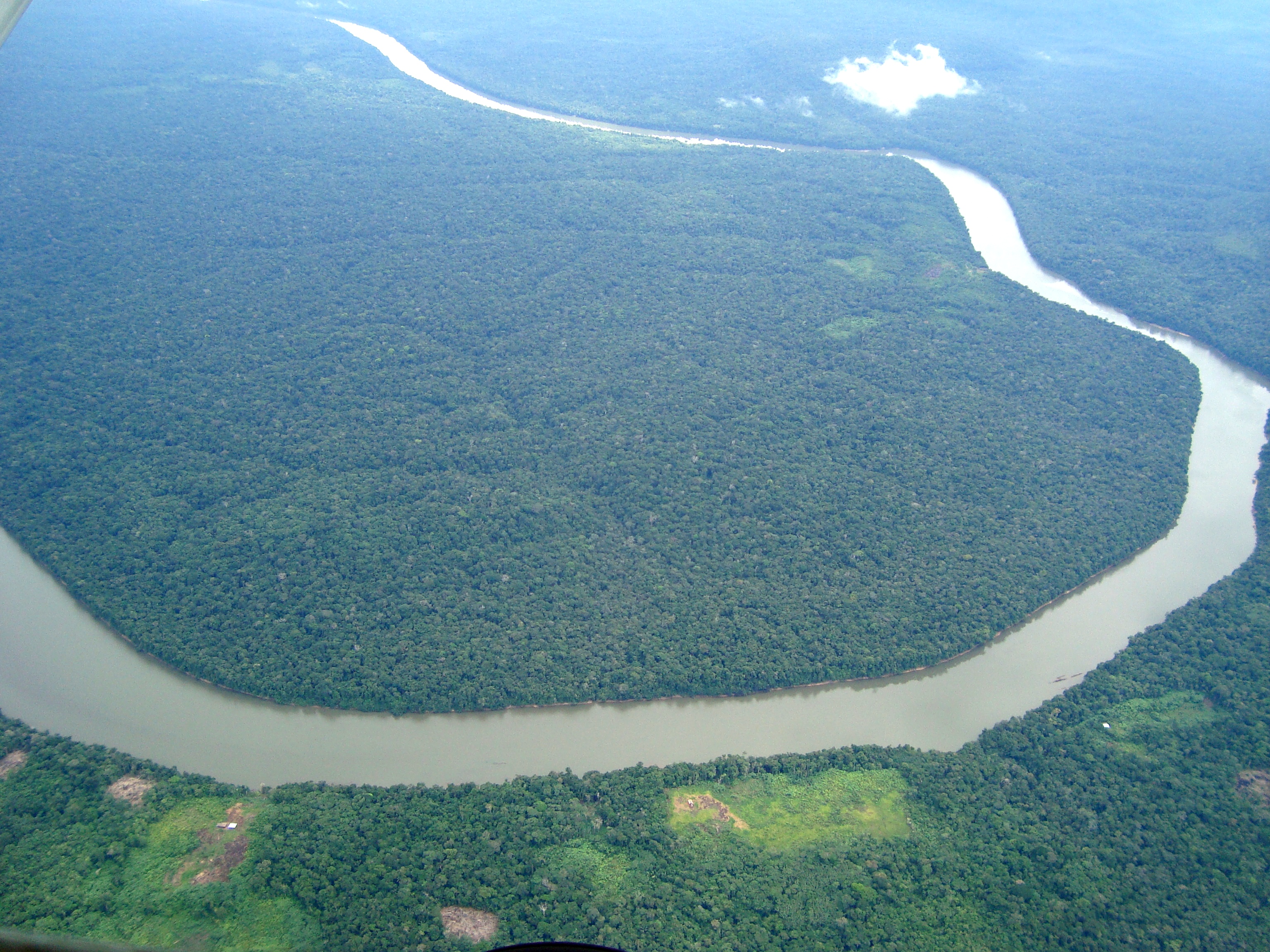
廣袤的亞馬遜雨林

熱帶雨林主要分佈於東南亞、澳洲、南美洲亞馬遜河流域、非洲剛果河流域、中美洲、墨西哥和許多太平洋島嶼。根據世界自然基金會對各種生物群落的分類，熱帶雨林，或熱帶濕潤闊葉林（Tropical moist broadleaf forest），亦可被歸類為赤道低地森林（lowland equatorial evergreen rainforest）
热带雨林地區長年氣候炎熱，雨水充足，正常年雨量大约为1,750毫米至2,000毫米，全年每個月平均气温超过26度，季节差异非常不明显，生物群落演替速度非常快，是地球上过半数动物、植物物种的栖息居所；每平方公里可以有數百種不同的物種。由于现时有超过四分之一的现代药物是由热带雨林植物所提炼，所以热带雨林也被称为“世界上最大的药房”。
热带雨林树木茂密且品種繁雜，形成了庞大的层状结构，但实际上由于陽光难以穿透层状结构而到达地面，所以底層灌木叢并不多，这也为人类及动物徒步穿越树林提供了大便利。由于热带雨林提供了植物优异的生长条件，陽光的照射将使地表很快地被密集而糾纏的藤蔓、灌木丛、树苗占据，从而形成了叢林。

## 分類
热带雨林作为地球上生物多样性最丰富的陆地生态系统之一，其分类体系长期是生态学与地理学研究的焦点。不同学者基于气候、植被结构、区系组成等核心指标，提出了多样化的分类框架，但核心目标均是揭示热带雨林的生态本质与空间分异规律。

### 全球經典分類
早期热带雨林的分类主要基于气候类型与植被特征的二元划分，核心区分“湿润热带雨林”与“季节性热带雨林”。德国植物学家Andreas Schimper在《热带植被》（Pflanzengeographie auf physiologischer Grundlage）中首次系统提出热带雨林的分类框架，核心依据是气候湿润度与植被季节性。其認為热带常绿雨林（Tropical Evergreen Rain Forest），分布于赤道附近（南北纬10°以内）的非季节性气候区（Af型，柯本气候分类），年降水量>2000mm且无明显干季（月均降水>60mm），植被以高大常绿乔木为主，林冠层连续，附生植物与藤本植物丰富。  
而英国生态学家Norman Myers的弟子Peter Ashton与Richard Whitmore在《热带森林》（Tropical Rain Forests of the Far East）中进一步强调垂直海拔梯度对热带雨林的影响，提出“热带雨林的垂直连续体”理论：  
- 低地热带雨林（Lowland Tropical Rain Forest）：海拔<900m，受赤道气候或热带季风气候控制，植被结构最接近Schimper的经典定义（如乔木层3-4层，板根、茎花现象普遍）。
- 山地热带雨林（Montane Tropical Rain Forest）：海拔900-2500m，受“海拔升高效应”（Massenerhebung effect）影响，林冠层降低（乔木层高20-35m），板根与茎花现象减弱，但保留高位芽植物主导（70%-80%）与革质叶优势（45%-55%），是低地雨林向山地常绿阔叶林的过渡亚型。

### 亞洲細分分類
而亞洲热带雨林作為全球热带雨林的重要组成部分，其分类因区域气候差异（如季风强度、地形破碎度）与研究视角不同，形成了更具地域特色的细分体系。核心争议集中于“季节性雨林”与“季雨林”的界定，以及“山地雨林”是否独立为亚型。  
西班牙生态学家Joaquín Blasco在《东南亚热带森林》（Tropical Forests of Southeast Asia）中将亚洲热带森林划分为三大类，其中热带雨林群系（Tropical Rain Forest Formation）包含三个亚型：  
- 热带低地常绿雨林（Non-seasonal Climate）：对应Schimper的经典湿润雨林，分布于中南半岛南部、马来群岛非季风区。
- 热带低地半常绿雨林（Seasonal Climate）：分布于热带季风区（如泰国、缅甸、中国云南南部），干季显著（3-5个月），林冠层含10%-30%落叶树种，但仍以热带亚洲分布属（如龙脑香科、桑科）为主。
- 热带山地雨林（Montane Rain Forest）：海拔>900m，受地形与云雾影响，植被矮化（乔木层高<25m），革质叶比例升高（50%-60%），但保留热带雨林的核心区系（如樟科、壳斗科）。

英国植物学家Peter Ashton在《热带森林的生物地理》（Biogeography of Tropical Forests）中整合气候、区系与植被特征，提出更系统的分类：  
- 热带低地雨林（Lowland Tropical Rain Forest）：包括非季节性（Af型）与季节性（Am型）气候区，核心特征为高大分层乔木（>30m）、藤本与附生植物丰富（占比20%-30%）、热带区系占比>80%。
- 热带山地雨林（Montane Tropical Rain Forest）：海拔>800m，受海拔升高效应影响，林冠层降低（<30m），板根减少，但保留高位芽植物主导（>70%）与革质叶优势（>45%），是低地雨林的山地变型。
- 热带半常绿季雨林（Tropical Semi-evergreen Monsoon Forest）：分布于季风区边缘（如印度西高止山脉、中国云南东南部），干季更长（5-6个月），落叶树种比例更高（30%-50%），但仍保留热带雨林的部分特征（如龙脑香科植物存在）。

中国学者结合本土热带雨林的特殊性（如季风影响显著、分布北缘），对分类进行了调整：  
- 《中国植被》（1980）：将中国热带雨林划分为“湿润雨林”“季节性雨林”“山地雨林”三个亚型，其中“湿润雨林”对应非季节性气候区的赤道雨林（如海南青皮林），“季节性雨林”对应季风区的半常绿雨林（如云南望天树林），“山地雨林”为垂直带变型（如海南五指山雨林）。
- 朱华等（1998-2021）：通过云南热带雨林的长期研究，提出“热带季节性雨林”是中国热带雨林的主体，其核心特征为“干季落叶比例<50%、热带区系占比>80%”，与东南亚的“半常绿雨林”为同一类型，反对将“湿润雨林”独立为亚型（认为中国无真正的非季节性热带雨林）。
- 郭柯等（2020）：在《中国植被分类系统修订方案》中沿用“热带季节性雨林”名称，明确其分布于热带季风区（Am型），以区别于赤道区的“热带湿润雨林”（Af型）。

## 特征

### 特征
熱帶雨林降雨量高，每年降雨量超過2000毫米（大约每周38毫米）。其氣候穩定，由於陽光充足，因此整年基本上都很熱，同時助長了不同種類的植物。 當中的常綠喬木，是眾多樹裡最高的，他們組成了最高的一層樹蔭。 
乔木多板状根，多气生根植物或藤本植物等绞杀植物，系统分层明显，乔木高大，植物種類丰富；因為天氣長期溫熱，雨量高，所以植物能持續生長，造成樹木生長密集且常綠。

#### 結構
| 層     | 高度       | 主要植物WI's       | 其他                                                         |
| ------ | ---------- | ------------------ | ------------------------------------------------------------ |
| 露生層 | 35米或以上 | 喬木               | 單獨生長，較為分散，有板根支撐，須面對蒸騰作用               |
| 樹冠層 | 21-35米    | 喬木               | 樹冠橫向生長，形成連續的一層，吸收了雨林中7成陽光和8成雨水   |
| 幼樹層 | 11-20米    | 年幼樹木           | 樹幹較幼，樹冠呈橢圓形；依靠林中少量的陽光生長               |
| 灌木層 | 6-10米     | 蕨、叢木、灌木     | 多為耐蔭性植物                                               |
| 地面層 | 0-5米      | 小植物如苔蘚和地衣 | 幾乎黑暗一片；不連續和茂盛；只在河邊和林地的邊緣，才會較茂盛 |

### 土壤特征
极富铝化，由於當地淋溶作用強烈，基鹽如（Ca,Na,K,Mg）被淋溶沖走，故土壤呈弱酸至酸性(養分欠缺)，为砖红壤或氧化土，顏色呈紅棕或紅黃色，土層深厚。
成土過程很快，因熱帶雨林中，高溫多雨，分解及風化過程迅速，土層不明顯。

### 气候特征
经典热带雨林以赤道低地气候为背景，全年降水均匀（日较差≤6℃，年较差<3℃），植被生长不受季节性干旱限制。但在热带季风气候区（如印度西高止山脉、中南半岛南部及中国云南、广西、海南等地），受季风环流影响，降水呈现显著季节性（干季长达3-5个月，年降水量多为1500-2000毫米），温度年较差略高于赤道区（可达8-10℃）。此类区域的植被虽未达到赤道雨林的降水阈值，却通过雾露补给（年均雾日100-200天）、稳定的地下水及微地形庇护（如沟谷、喀斯特洼地）维持了热带雨林的核心特征——高大乔木层（局部可达50米以上）、复杂的垂直分层（乔木3-4层，灌木与草本层茂密）、高物种多样性（单位面积物种数接近赤道雨林的70%-80%）及热带区系主导的植物组成。例如，印度西高止山脉与云南西双版纳的热带雨林均以龙脑香科（Dipterocarpaceae）为核心建群种，具备板根、茎花等典型热带雨林特征。

### 植相結構
主要組成喬木物種有：龍腦香科、香楠、大葉楠、柚木、白肉榕、山欖、大葉山欖、欖仁、土沉香、沉香、香葉樹、穗花棋盤腳、海檬果、構樹、山林投、山黃麻、號角樹、波羅蜜樹、桃花心木、麵包樹、胭脂樹等。
森林中下層則為天南星科、蘭科、蘿摩科、薑科、蕨類、棕櫚科、鳳梨科、野牡丹科、杜鵑花科等植物所組成，例如：火鶴花、豆蘭、毬蘭、月桃、筆筒樹、雨林椰子、野牡丹、著生杜鵑等。　　

## 分布

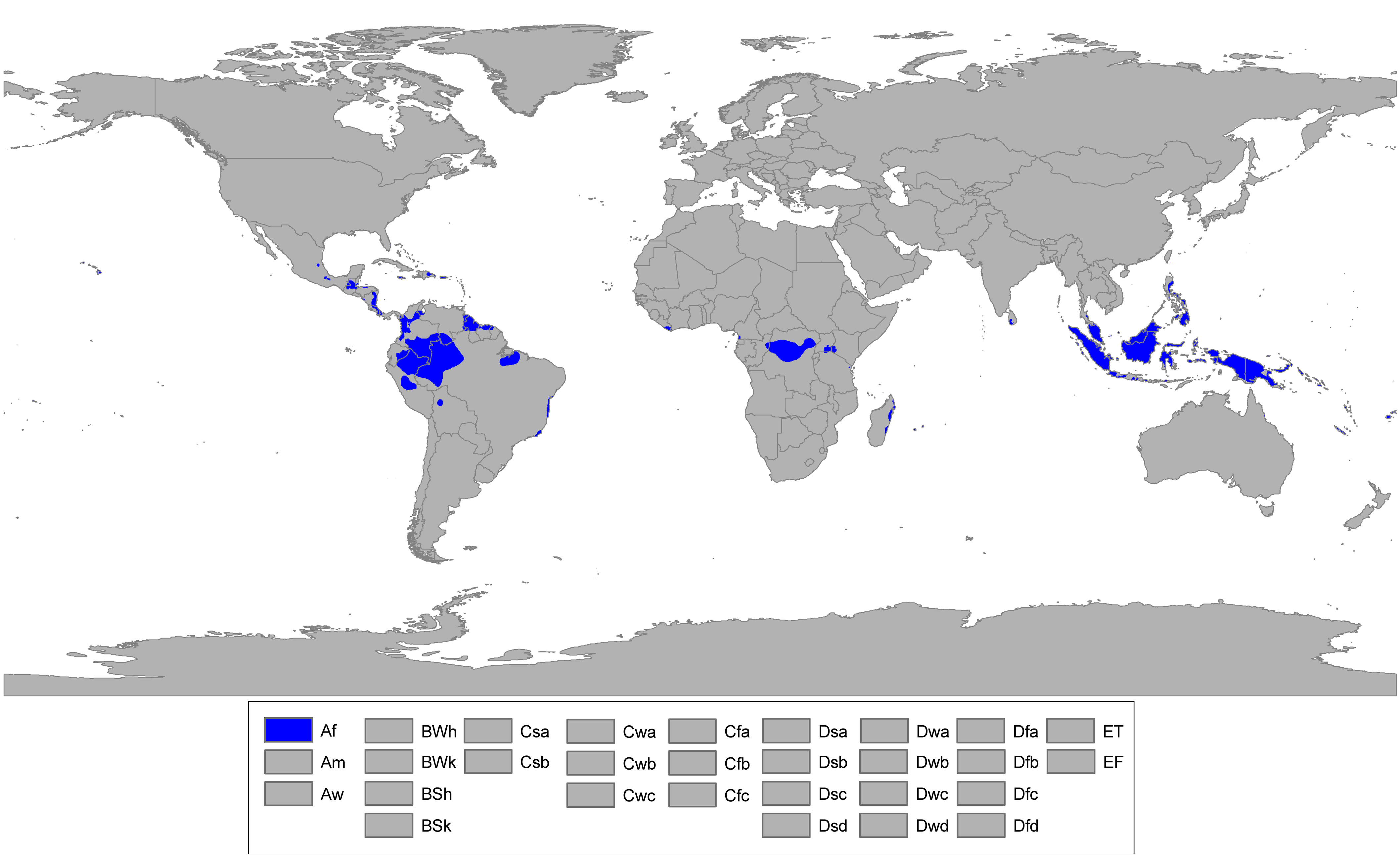
全球熱帶雨林氣候分佈地區

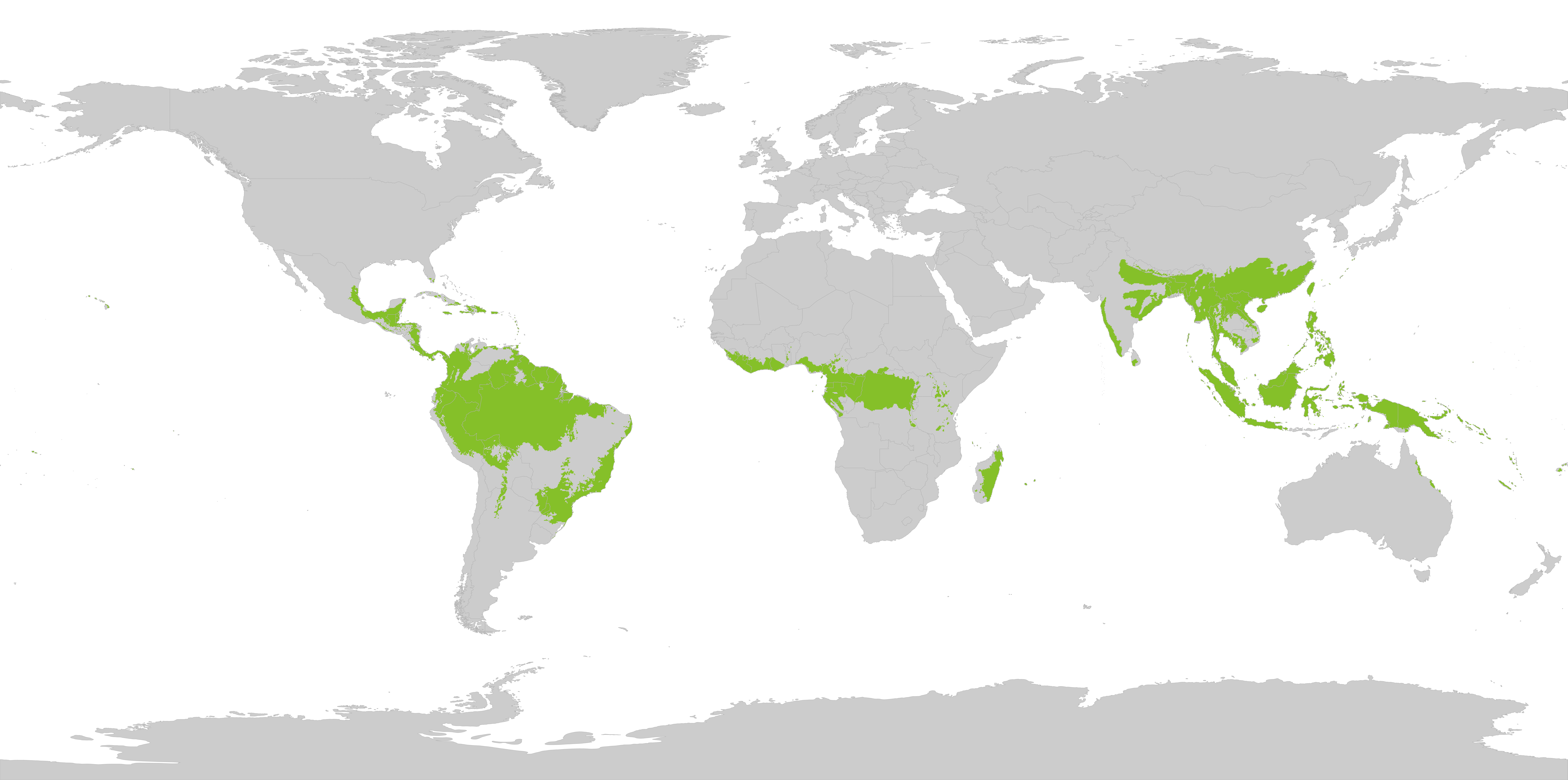
全球熱帶及副熱帶雨林分佈

在亞洲、非洲、美洲及大洋洲的南、北回归线之间大片的陆地中，有近1/3面积覆盖着热带雨林。
熱帶雨林主要位於南北緯10度之間，全球近三分之一的熱帶雨林在巴西境內，剛果民主共和國和印度尼西亞各佔約一成。世界最大的熱帶雨林是亞馬遜熱帶雨林。
世界唯一的原始雨林只在马来西亚，当地的雨林在一亿三千万年前（白垩纪时期）就已经形成。
中国的热带雨林主要分布在海南岛南部和云南的西双版纳地区。
地质史上的暖期，热带雨林除两极附近地区外所有的陆地基本都有分布。

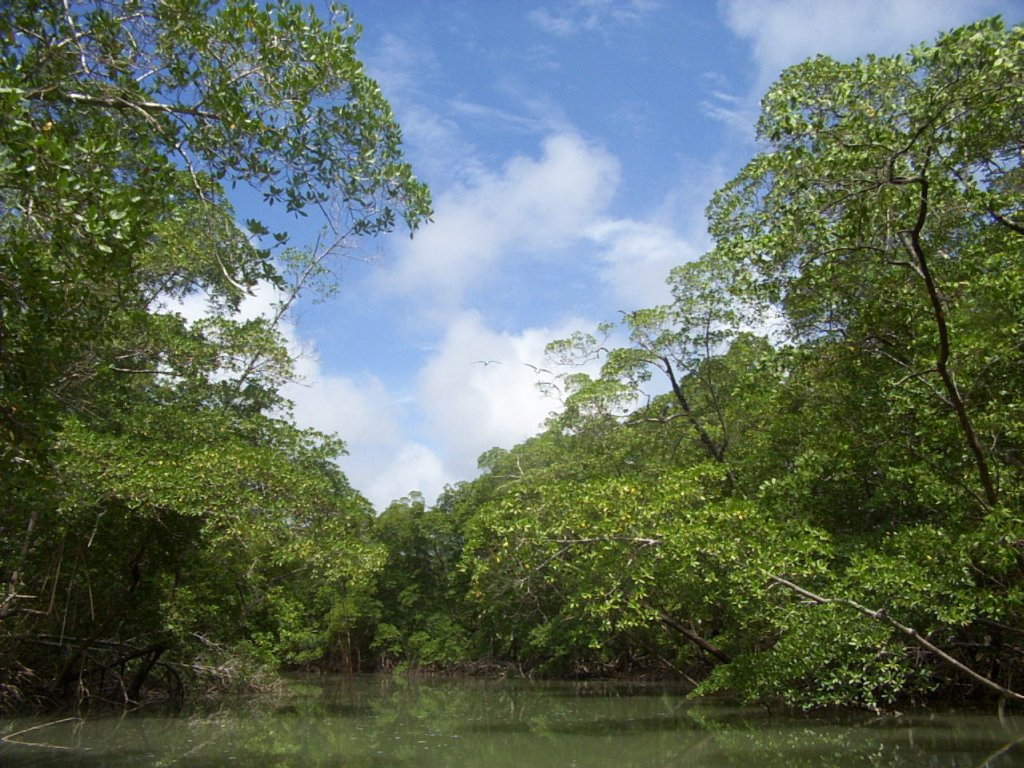
巴西亞馬遜河的熱帶雨林

熱帶森林資源（1990年）
單位：千公頃
| 地區           | 總計    | 雨林   | 溼潤闊葉林 | 山地林 | 乾闊葉林 | 非常乾 | 沙漠 |
| -------------- | ------- | ------ | ---------- | ------ | -------- | ------ | ---- |
| 全球           | 1756299 | 713790 | 591779     | 201417 | 178579   | 59742  | 8086 |
| 非洲           | 527586  | 86411  | 251348     | 35256  | 92527    | 58660  | 3385 |
| 西沙黑爾       | 40768   | 0      | 14437      | 0      | 13029    | 13285  | 17   |
| 東沙黑爾       | 65450   | 0      | 13576      | 12780  | 19784    | 18513  | 797  |
| 西非           | 55607   | 3230   | 48523      | 468    | 2583     | 18513  | 0    |
| 中非           | 204112  | 78647  | 113564     | 10072  | 1512     | 86     | 0    |
| 熱帶南非       | 145868  | 0      | 57267      | 7339   | 53400    | 25291  | 2571 |
| 島嶼非洲       | 15782   | 4507   | 3777       | 4596   | 2219     | 682    | 0    |
| 亞洲           | 247597  | 148027 | 41797      | 41122  | 40691    | 37     | 2901 |
| 南亞           | 63931   | 9850   | 9155       | 14988  | 27119    | 37     | 2781 |
| 中南半島       | 75240   | 23719  | 27192      | 10786  | 13499    | 0      | 43   |
| 南洋諸島       | 135426  | 114355 | 4779       | 16018  | 73       | 0      | 77   |
| 太平洋地區     | 36000   | 29323  | 705        | 5370   | 471      | 0      | 184  |
| 美洲           | 918115  | 450162 | 297929     | 119669 | 44944    | 1045   | 1616 |
| 中美洲與墨西哥 | 68096   | 11154  | 12267      | 36296  | 1590     | 759    | 1424 |
| 加勒比海地區   | 47115   | 31428  | 12991      | 2639   | 49       | 5      | 4    |
| 熱帶南美       | 802904  | 406162 | 272235     | 80734  | 43304    | 282    | 188  |

## 特點

### 土地资源
熱帶雨林地区的的土地資源豐富。很多跨國企業都在熱帶雨林買地，砍伐後当作牧牛埸，以提供牛肉給美國等牛肉需求量極大的國家。而巴西等熱帶雨林國家為償還外債，在熱帶雨林興建大農場，種植經濟作物，如甘蔗植物、棕櫚等，出口外國。

### 耕種的食物和香料
咖啡、巧克力、香蕉、芒果、番木瓜、鮞梨和甘蔗等所有在種植園的食物，最初來自熱帶雨林，且仍然在增長中。在1970年代，中美洲咖啡出口總值30億美元。許多用於防止損傷的基因變異造成的昆蟲，也可從雨林中獲得。熱帶森林供應了250種類的果子。在新畿內亞的樹林中，251棵種有可食用的生果中，只有43棵在1985年種植的。
產自熱帶雨林的朱古力是來自可長出50-60顆種子的可可樹，該些樹是由一種名為「midge」的小蒼蠅傳播花粉的。

### 醫藥和生化資源
熱帶雨林也稱為「世界上最大的藥房」，原因是大量天然「成藥」均能在熱帶雨林中找到。例如，熱帶雨林擁有可卡因、刺激劑、荷爾蒙避孕法和鎮靜劑類藥物的基本成分。另外，箭毒（麻痺藥的一種）和奎寧（醫治瘧疾的一種藥物，提煉自金雞納樹） 也可在熱帶雨林中找到。

## 自然利用

### 生態系統
除了吸引人類使用熱帶雨林外，熱帶雨林也有非吸引性用途，非吸引性用途通常被總結為「生態系統」。熱帶雨林在維持生物邏輯分類上扮演一個重要角色，控制沉澱物滲透和水浸，增加人類的科學知識。該適用於人類的生態系統，無需任何更新或管理樹林。在中国南方的热带雨林中，人们在这里刀耕火种，形成了独特的文化。热带雨林和人类是共生的关系，世界上今天大约有2亿人在热带雨林地区生活